# Joseph Weigl

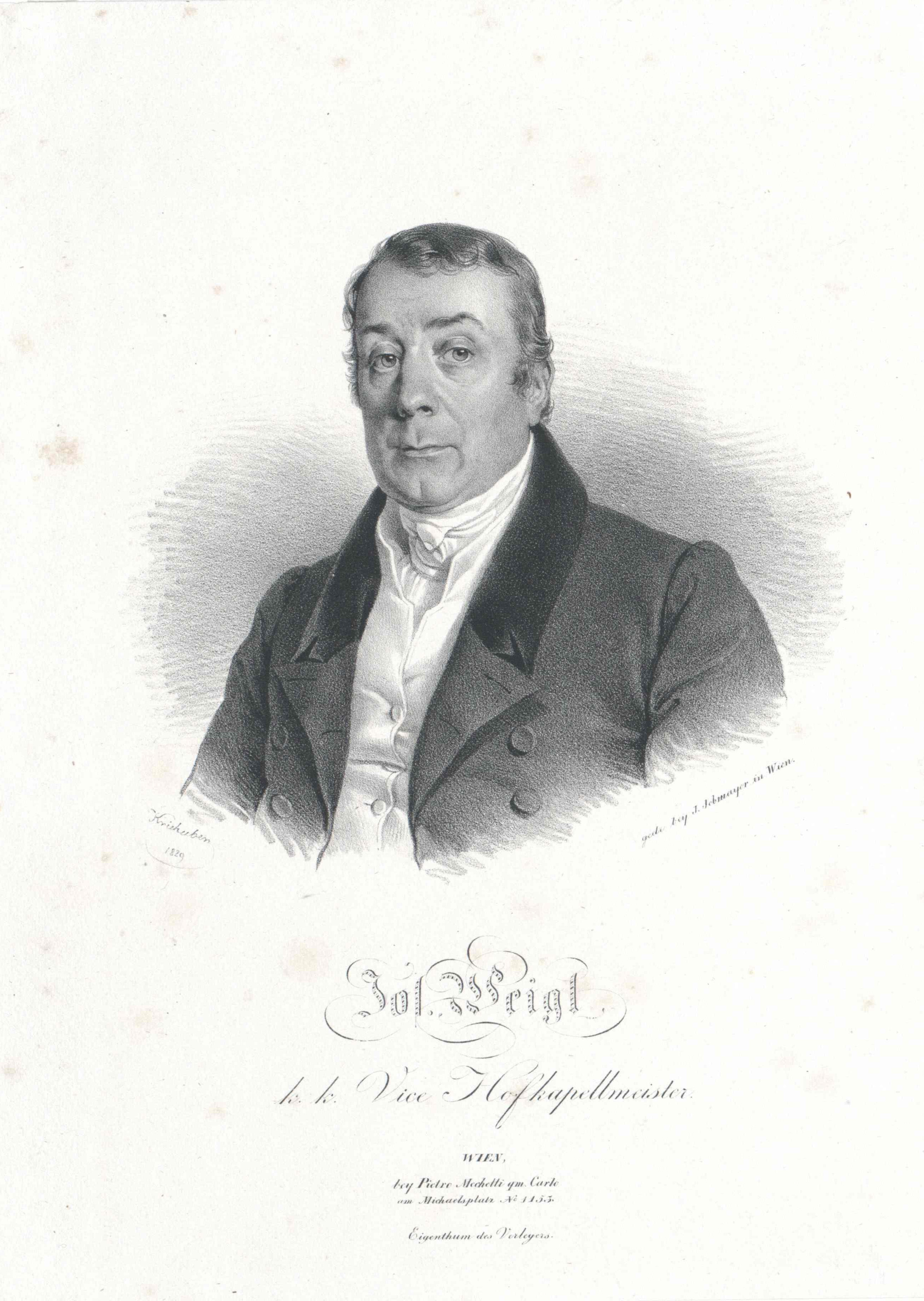
Joseph Weigl; Lithographie von Joseph Kriehuber, 1829

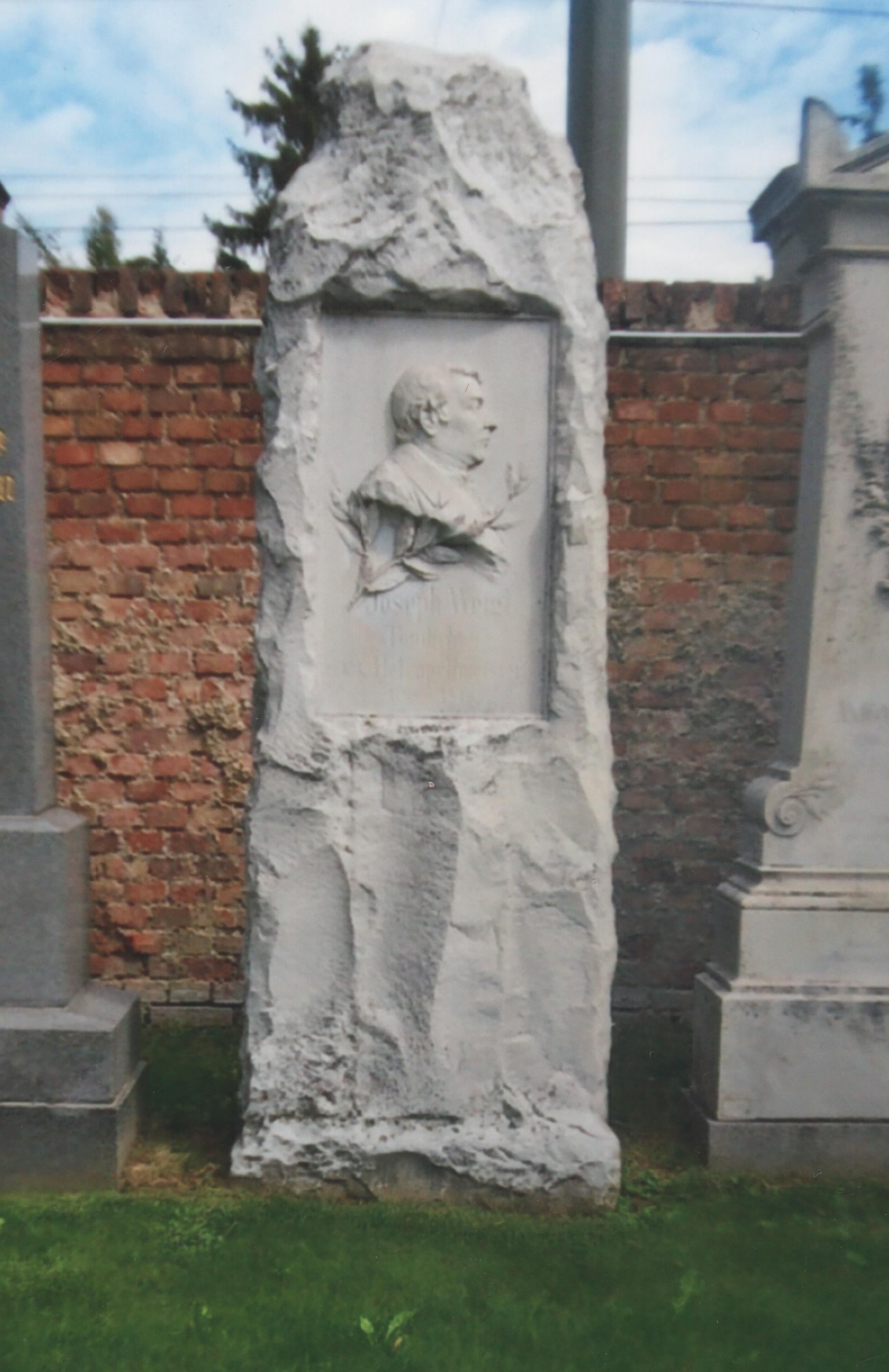
Grabstätte von Josef Weigl

Joseph Weigl (* 28. März 1766 in Eisenstadt; † 3. Februar 1846 in Wien) war ein österreichischer Komponist und Dirigent.

## Leben
Joseph Weigl war der Sohn des Cellisten Joseph Franz Weigl und ein Patenkind Joseph Haydns. Weigl studierte Musik bei Johann Georg Albrechtsberger, dem die Vorklassik wichtige Impulse verdankt, und beim Hofkapellmeister Antonio Salieri, von dem er sehr gefördert wurde. Weigl assistierte bei den Einstudierungen der Uraufführung von Le nozze di Figaro, deren spätere Wiederholungen er teilweise selbst dirigierte. Ebenfalls assistierte er Mozart bei den Wiener Erstaufführungen der Opern Don Giovanni und Così fan tutte. 1790 wurde Weigl Theaterkapellmeister an den Wiener Hoftheatern, dann 1792 Erster Theaterkapellmeister und 1827 Vizehofkapellmeister. 1839 ging er in Pension. Weigls jüngerer Bruder Thaddäus Weigl (1776–1844) wirkte ebenfalls als Opernkomponist.
Die Werke von Joseph Weigl umfassen primär Vokal- und Bühnenmusik: Messen, zirka 34 Opern, Singspiele und Operetten in Deutsch und Italienisch nach Libretti von u. a. C. Mazzolà, G. Bertati, G. De Gamerra, August von Kotzebue, G. Carpani, Georg Friedrich Treitschke, Emanuel Schikaneder, Ignaz Franz Castelli, Johann Anton Friedrich Reil, einmal auch Lorenzo da Ponte (La caffettiera bizzarra). Ein Großteil seines Spätwerks widmet sich der Kirchenmusik.
Weigls Singspiele Das Waisenhaus und Die Schweizer Familie gehören zu den erfolgreichsten dieser Gattung überhaupt.
Sein Ehrengrab befindet sich auf dem Wiener Zentralfriedhof (Gruppe 0, Reihe 1, Nummer 21). Im Jahr 1912 wurde in Wien Rudolfsheim-Fünfhaus (15. Bezirk) die Weiglgasse nach ihm benannt.

## Werke

### Opern und Singspiele
(Uraufführung in Wien, wo nicht anders angegeben)
- Die unnütze Vorsicht oder Die betrogene Arglist (Oper in einem Akt, 1783)
- La sposa collerica, (1786)
- Il pazzo per forza, Oper in zwei Akten (1788)
- La caffettiera bizzarra, Oper in drei Akten (1790)
- Der Strazzensammler oder Ein gutes Herz ziert jeden Stand, Oper in einem Akt (1792)
- La principessa d’Amalfi, Oper in zwei Akten (1794)
- Das Petermännchen 1. und 2. Teil, Schauspiel mit Gesang in acht Teilen (1794)
- Giulietta e Pierotto, Oper in zwei Akten (1794)
- I solitari, Oper in drei Akten (1797)
- L’amor marinaro ossia Il corsaro, Oper in zwei Akten (1797)
- Das Dorf im Gebirge, Schauspiel mit Gesang in zwei Akten (1798)
- L’accademia del maestro Cisolfaut, Oper in zwei Akten (1798)
- L’uniforme, Oper in drei Akten (Schönbrunn 1800), als Die Uniform (dt., 1805)
- Vestas Feuer, Oper in zwei Akten (1805)
- Il principe invisibile, Oper in vier Akten (Laxenburg 1806)
- Kaiser Hadrian, Oper in drei Akten (1807), Libretto von Joseph Sonnleithner nach Adriano in Siria von Pietro Metastasio[1]
- Adrian von Ostade, Oper in einem Akt (1807)
- Cleopatra, Oper in zwei Akten (Mailand 1807)
- Il rivale di se stesso, Oper in zwei Akten (Milano 1808)
- Das Waisenhaus, Oper in zwei Akten (1808)
- Die Schweizer Familie, Oper in drei Akten (1809) auch als Streichquartett-Fassung überliefert
- Der Einsiedler auf den Alpen, Oper in einem Akt (1810)
- Die Verwandlungen, Operette in einem Akt (1810)
- Franziska von Foix, Oper in drei Akten (1812)
- Der Bergsturz, Oper in drei Akten (1813)
- Die Jugend Peter des Großen, Oper in drei Akten (1814)
- L’imboscata, Oper in zwei Akten (Mailand 1815)
- Margaritta d’Anjou ossia L’orfana d’Inghilterra, Oper in zwei Akten (Mailand 1816)
- Die Nachtigall und der Rabe, Oper in einem Akt (1818)
- Daniel in der Löwengrube oder Baals Sturz, Oper in drei Akten (13. April 1820)[2]
- König Waldemar oder Die dänischen Fischer, Oper in einem Akt (1821)
- Edmund und Caroline, Oper in einem Akt (1821)
- Die eiserne Pforte, Oper in zwei Akten (1823)

### Andere Werke
- Geistliche Vokalmusik, Oratorien: La passione di Gesù Cristo (Wien 1804); La resurrezione di Gesù Cristo (Wien 1804)
- Liturgische Musik: Elf Messen, Offertorien usw.
- Bearbeitungen und Einlagen, Schauspielmusik und andere musikdramatische Kompositionen, Weltliche Kantaten, Lieder, Landwehrlieder, zahlreiche einzeln publizierte Lieder und Arien
- Instrumentalmusik: Musik zu 18 Balletten, Konzerte für Cembalo, Tänze, Sammlung verschiedener Musikstücke aus Opern

## Schüler
- Josef Spitzeder